# Templo y exconvento de Todos los Santos (Zempoala)
El Templo y exconvento de Todos los Santos se encuentra localizado en la ciudad de Zempoala en el estado de Hidalgo, México. Fue construido por la Orden Franciscana, en el año 1570 se inició la construcción de la iglesia y convento, los que para 1585 ya estaban terminados. El conjunto arquitectónico está integrado: por el atrio, la capilla abierta, la iglesia y el convento.
Su estilo arquitectónico proyecta una imagen de los denominados conventos fortaleza, con altos muros terminados en almenas y una fachada plateresca; destaca especialmente su elevada y esbelta torre de campanario. También destaca en el convento una capilla abierta con dos enormes arcos de acceso y dos grandes naves. El templo conserva en su interior restos de pintura mural con escenas religiosas, al igual que en los muros del convento anexo, donde todavía se pueden ver pinturas que muestran escenas de la Pasión de Cristo.
El Acueducto del Padre Tembleque fue nombrado como Patrimonio de la Humanidad el 5 de julio de 2015. Dentro de esta declaración se encuentran 6540 ha de zona de protección y 34 820 ha de zona de respeto; dentro de esta declaración se encuentra el Templo y exconvento de Todos los Santos.

## Historia

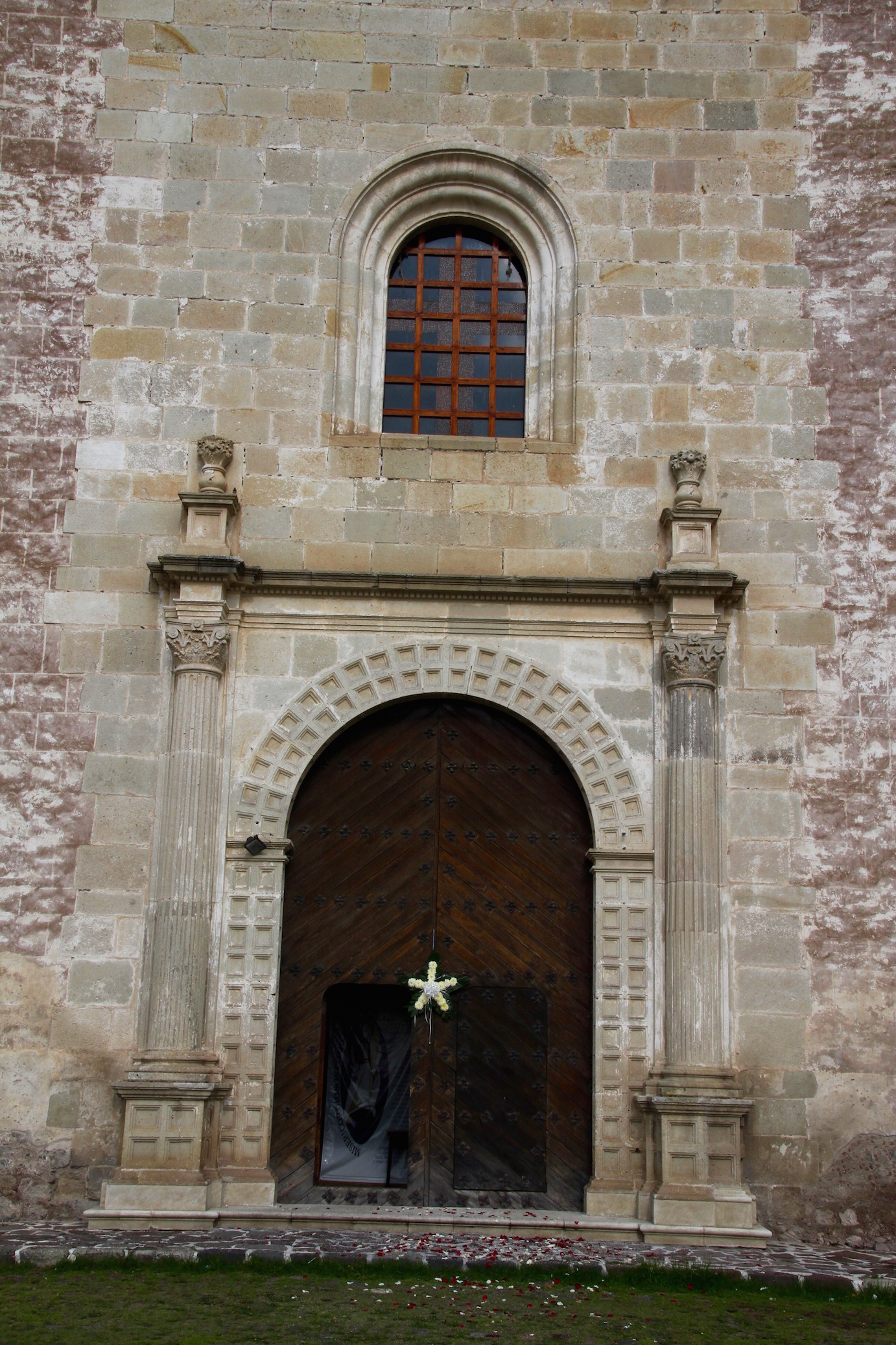
Detalle de la fachada principal.

La conquista de México por Hernán Cortés, quedó consumada con la rendición de Tenochtitlán el 13 de agosto de 1521. El trabajo de evangelización en la Nueva España empezó en 1524 cuando arribaron doce franciscanos, en 1526 el mismo número de dominicos y en 1533 siete agustinos. En el estado de Hidalgo empezó cuando los franciscanos llegaron a Tepeapulco en 1527 y los agustinos legan a Atotonilco el Grande y Metztitlán en 1536. Es de suponer que en Zempoala el trabajo de evangelización empezó con los frailes franciscanos que llegaron a Tepeapulco y fue visita de esta población debido a su cercanía, esto hasta 1540.
En 1540 se establecen los españoles en la región, siendo su primer encomendero Juan Pérez de Gama, quien renunció a sus derechos a favor del licenciado Rodrigo de Sandoval. En este año a los franciscanos los sustituyeron los agustinos; quienes construyeron casa, desempeñando el priorato Fray Nicolás de Agreda, que el año siguiente fue designado procurador para ir a Castilla, para donde salió a principios de enero. La población era muy numerosa en Zempoala y sus pueblos vecinos, ante el poco número de frailes los agustinos la abandonan. En 1553 separados los agustinos, volvieron a establecerse los franciscanos  pero en número insuficiente para atender las necesidades espirituales.
El 7 de enero de 1553 se celebró un contrato con los religiosos de Otumba, los cuales se obligaron a proporcionar frailes a los de Zempoala a cambio de agua;  lo que se realizó con el Acueducto del Padre Tembleque. Los franciscanos permanecieron 32 años, tiempo durante el cual fue construido el convento, en un lapso aproximado de 15 años; entre 1570 y 1585. Zempoala y sus pueblos sujetos pertenecían en el año de 1580, a la jurisdicción del Arzobispado de México. En 1585 vuelven los agustinos, imprimiendo su huella en la evangelización y en algunos detalles arquitectónicos del convento. La parroquia fue secularizada el 20 de mayo de 1753, siendo primer cura del clero secular el presbítero Esteban Mateos.

## Arquitectura

### Atrio
La entrada principal del atrio, está ubicada al poniente, tiene tres arcos de medio punto elaborados en cantera. Los arcos están un poco peraltados, con sus dovelas muy marcadas y desgastadas en sus juntas, que sostienen una especie de enjuta recta. Sostenidos los arcos por columnas de sección circular y de fustes lisos pero con capiteles decorados con volutas laterales del orden jónico y rosetones en medio. El claro de en medio es vano para el acceso y los dos laterales tienen unas rejas de factura muy posterior a la fábrica.
El atrio disminuye al caminar sobre él hacia el convento mientras que la portada con su torre se levanta hasta que se llega al templo. A mitad del se encuentra la cruz atrial de piedra, es austera y con pocos adornos. Es una cruz cogollada, es decir, simulando los cogollos o renuevos de árbol. Se asienta sobre una base grande cuadrada y un apoyo que tiene rosetones con un marco de piedra ya muy desgastada; su inscripción INRI apenas visible.

### Iglesia

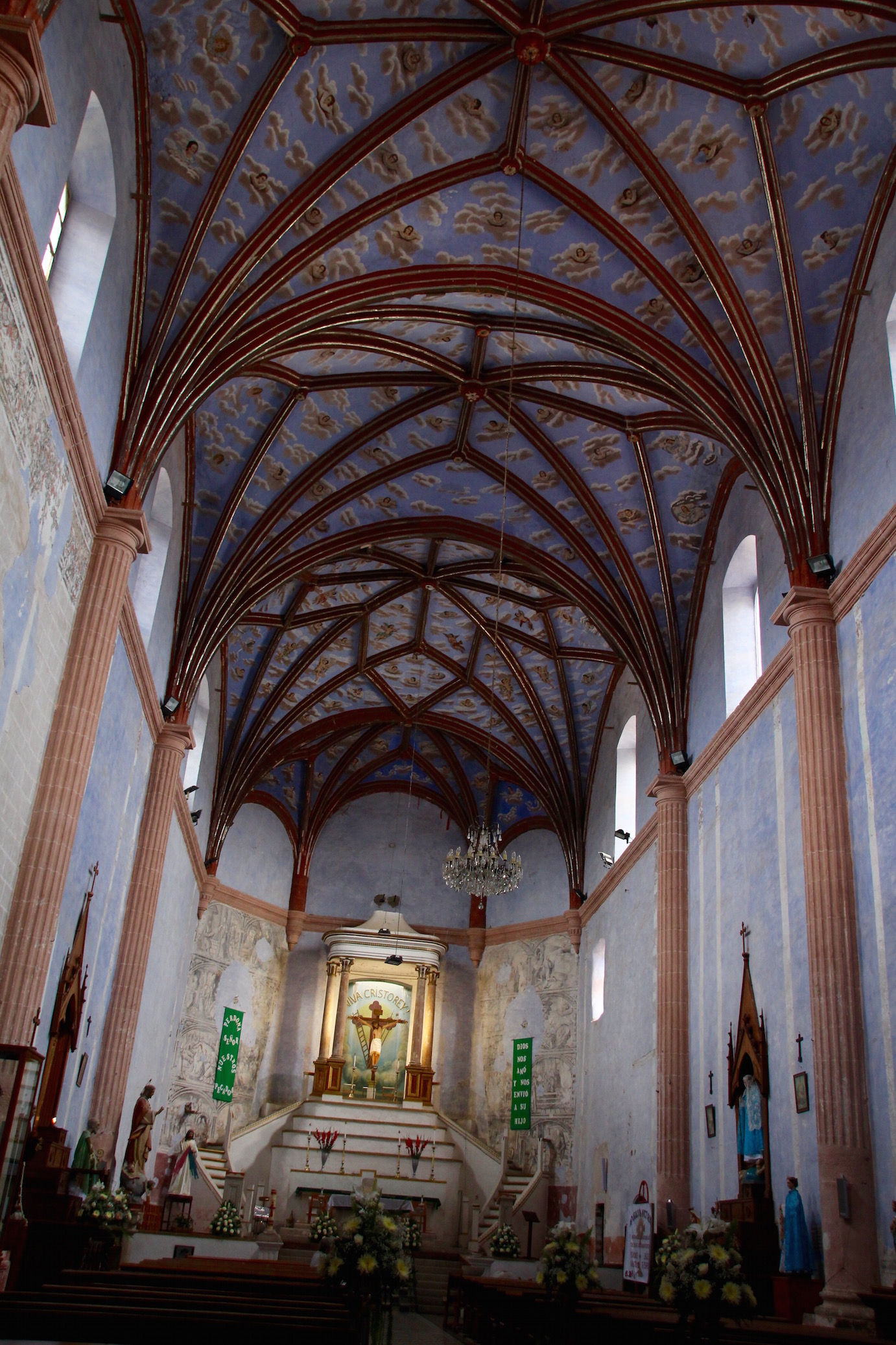
Interior de la iglesia.

La iglesia tiene un estilo Plateresco, el volumen del templo está constituido fundamentalmente por su torre en la portada principal y sus contrafuertes rectos en las laterales, colocados a distancias iguales y correspondiendo al sistema estructural interior. La puerta principal está enmarcada por dos pilastras de capitel de orden corintio y fustes estriados asentados en molduras circulares y desplantados sobre plintos cuadrados arreglados para integrarse al arco de acceso. Tiene sus jambas y dovelas con doble relieve de artesón, el arco se desplanta sobre impostas rectas.
Sobre las pilastras un friso rematado con moldura, que descansa sobre modillón dentado. En la parte inferior del friso, hay una pequeña
cornisa y dos platabandas de diferente anchura. Sobre la cornisa, rematando en alto sobre las columnas, dos florones sentados sobre bases cuadradas que tienen un casetón por cada uno de sus tres lados expuestos. La ventana del área del coro es de con arco un tanto rebajado y abocinado en cuatro luces.
La torre es cuadrada, y tiene de adorno seis vanospequeños a manera de aspilleras para ventilación. Dividida su altura por tres niveles, el primero y mucho más largo que los otros, es el basamento y desarrollo general; el segundo es el campanario y en
el tercero se localiza un reloj con números arábigos. Remata todo un piramidión de aristas curvas sobre la que se ha colocado una cruz con iluminación eléctrica y una antena.
La planta es de una sola nave, y está cubierta con bóvedas nervadas con lunetos. Los arcos apuntados se encuentran sobre pilastras con capiteles dóricos; los arcos de la ábside son de medio punto. Los altares originales han desaparecido, siendo reemplazados por otros de estilo neoclásico o neogótico. El presbiterio se levanta sobre una escalinata de seis peldaños, el retablo del altar mayor fue retirado o destruido, conservándose solamente el Santo Entierro en una hornacina.
La bóveda del coro, limitada por amplios arcos rebajados y también con nervaduras, descansa en su parte posterior en dos pinjantes ménsulas y al frente sobre las dos pilastras correspondientes de la estructura general. Corre en la parte superior una ligera y sencilla imposta o cornisa. Las nervaduras de la bóveda fueron decoradas con papeles de plata y oro, pintándose la plementería con ángeles y querubines sobre fondo azul con nubes.

### Convento

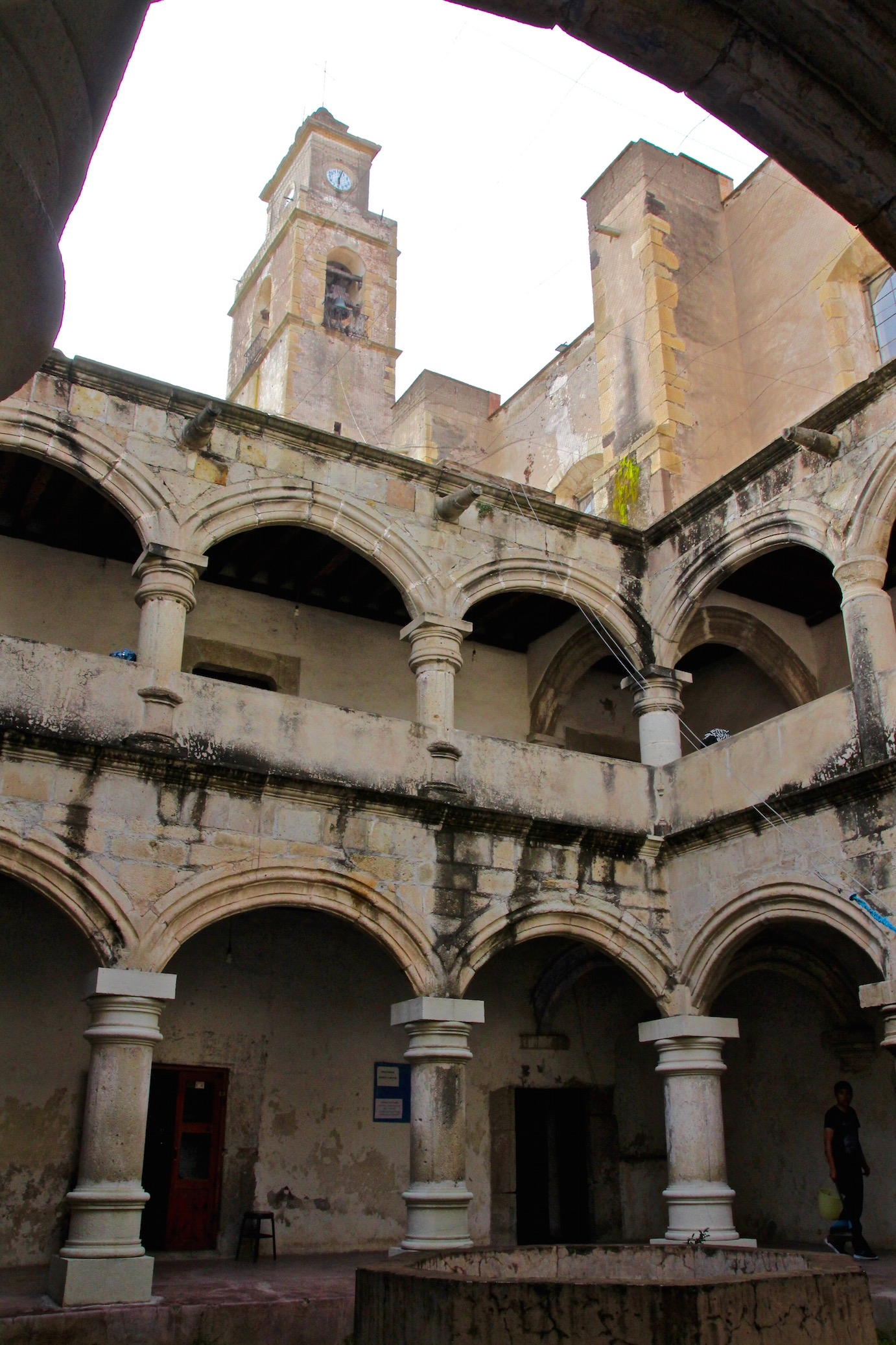
Claustro del convento.

La entrada es el Portal de Peregrinos, un pórtico de arcada, que ha sido reconstruido. Los arcos son peraltados y sus dovelas con molduras, sus impostas son rectas y cuadradas, y las columnas sencillas; asentadas sobre molduras toro y plintos bajos cuadrados. Arriba de los arcos, se encuentran gárgolas para el desagüe del techo del pórtico, todo rematado por una cornisa
con molduras. Al fondo, bancas para el descanso de los romeros, y a la izquierda la puerta para el ingreso al claustro.
Los arcos de la planta baja del claustro, están labrados en cantera y tienen molduradas sus dovelas. Son por su trazo, rebajados; los claros, diferentes entre ellos, de acuerdo al tamaño del atrio, las enjutas con sillares de piedra. Las columnas son circulares y dóricas, las bases, con doble moldura y desplantadas sobre sillares cuadrados. En el piso superior, los arcos están reconstruidos, y conservan el mismo estilo de los de la planta baja. Solo se distinguen por su barandal del que asoman las bases de las columnas. Al remate, una cornisa y sus gárgolas para el desagüe.

### Capilla abierta

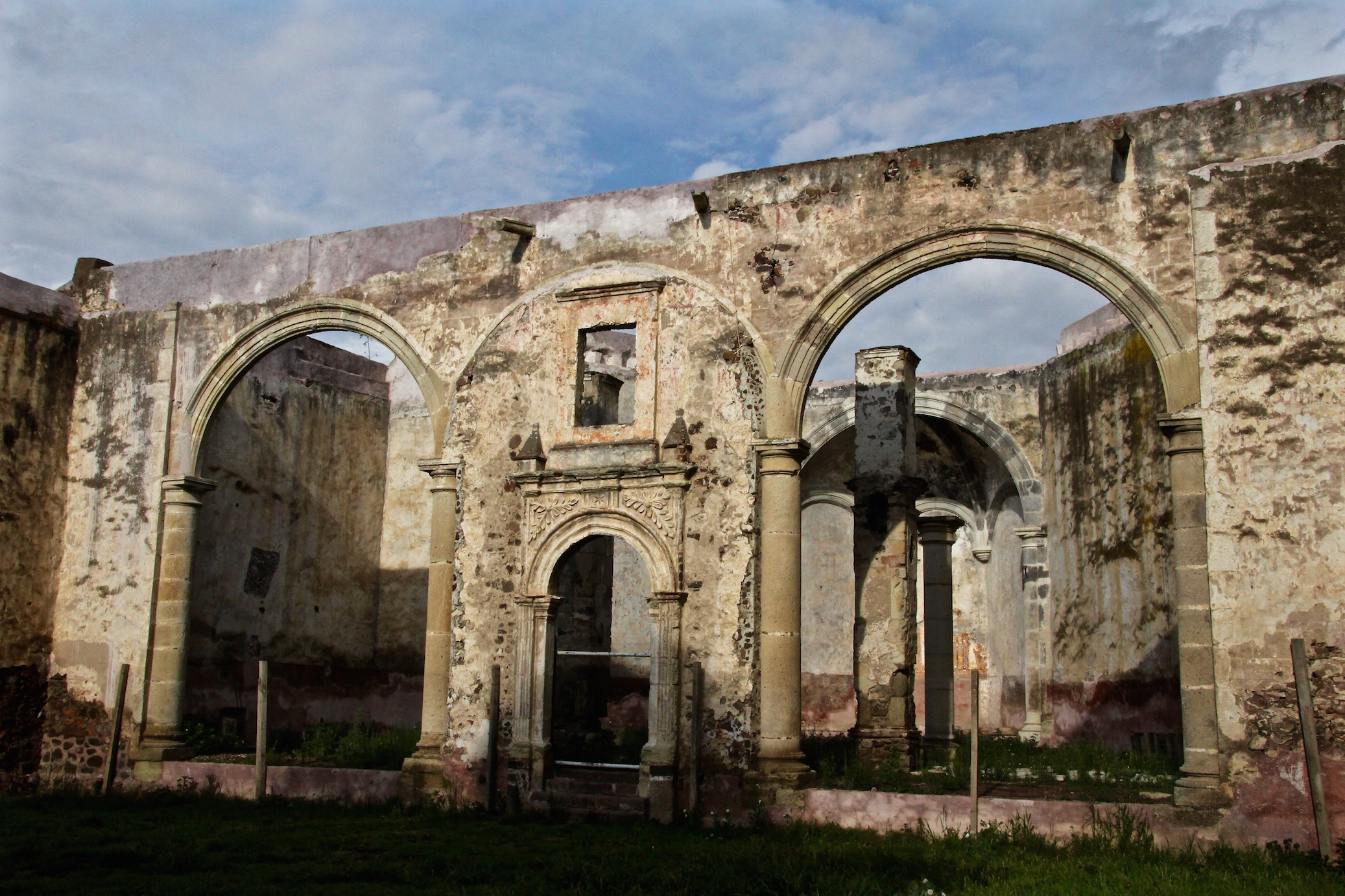
Capilla abierta.

La capilla abierta está al norte de la iglesia, tiene tres grandes vanos y fue convertida en la capilla de la Virgen del Refugio; un incendio la destruyó casi por completo en 1985. El techo ya no se encuentra y solo están las columnas, y se conserva la huella
de los tres arcos en el muro del fondo.

## Pintura

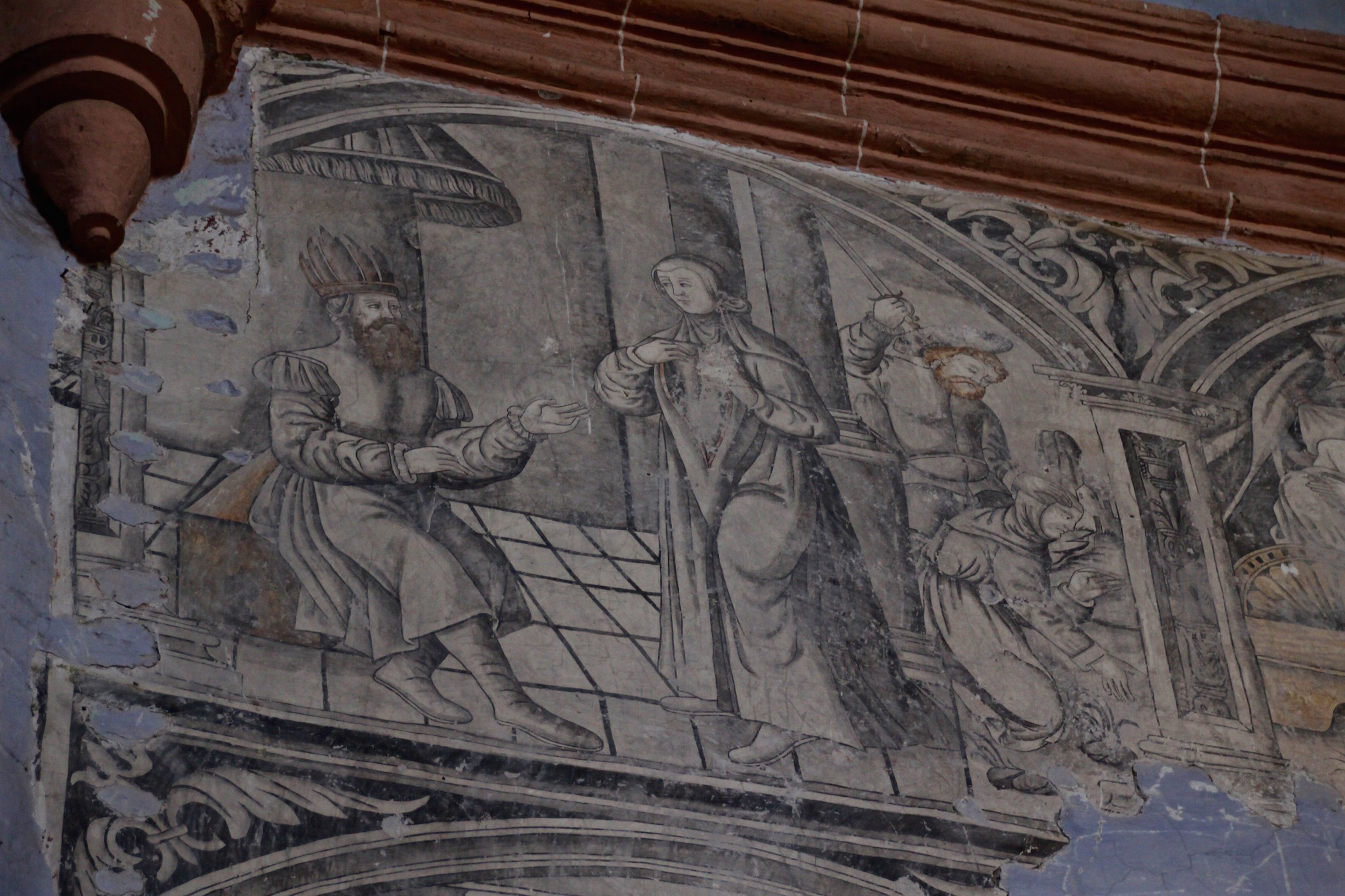
“Atalía rasga sus vestiduras al ver que el trono le es restituido a Joás, su legítimo heredero”, fresco de autor anónimo del siglo xvi; localizado en el presbiterio de la iglesia.

En el interior del templo se pueden observar obras de excelente calidad acerca de temas religiosos y el retablo mayor nos presenta composiciones pictóricas alusivas a la vida de Jesucristo. Estas pinturas de seres fitomorfos, lo más interesante de ellas es que aparecen escenas del antiguo y nuevo testamento. En el convento anexo se pueden observar vestigios de pintura en sus muros, y en las bóvedas de las esquinas aparecen representaciones de los evangelistas y los doctores de la Orden Franciscana. En la escalera, por otra parte, quedan porciones de dos alegorías de los triunfos de la Paciencia y la Castidad.
Una mención especial requieren los grafitis del convento,en varios lugares como: pasillos o cubos de escaleras. Las personas plasmaron líneas de contabilidad, como ábacos rudimentarios, llevando cuentas económicas o solamente del paso del tiempo; seres caminando; y animales. Los que más llaman la atención son los cuatro que se encuentran en la parte alta de la torre, casi al llegar a la plataforma de las campanas. Fueron grabados mediante un objeto punzante sobre el aplanado de cal; la altura total del grabado mayor mide 54 cm.
La figura 1 representa un es un ensayo del Rito de los voladores, típico de la cultura totonaca en la costa del Golfo de México; es muy simple, una línea vertical larga, de cuyo extremo salen cuatro líneas oblicuas cortas, de las que colgarían los voladores, se aprecia una figura humana muy deteriorada, con plumas en la cabeza. La figura número 2 muestra la fachada de la iglesia; la representación es simple y llama la atención el hecho que la puerta y su decoración superior están ubicadas debajo de la torre, y no en el centro.
La figura número 3 representa al Rito de los voladores como tal, con un gran grado de detalle: el poste vertical con la cuerda anudada sobre él para subir, la plataforma superior con un personaje danzando y sombrero de plumas. La estructura cuadrada para el descenso de las sogas está perfectamente dibujada, y los cuatro voladores están ataviados con trajes especiales y sombreros; uno de ellos se encuentra colgando cabeza abajo. El grabado número 4 es quizás un segundo intento; muestra el poste vertical, trazado dos veces, una compleja figura en la punta, un conjunto de líneas cruzadas y varias líneas oblicuas, de las cuales cuelgan dos extraños peces.